# Lijst van bekende Mexicanen
Dit is een lijst van bekende Mexicanen. Wanneer personen in verschillende categorieën passen, worden ze alleen genoemd in de categorie waarvan ze het bekendst zijn.

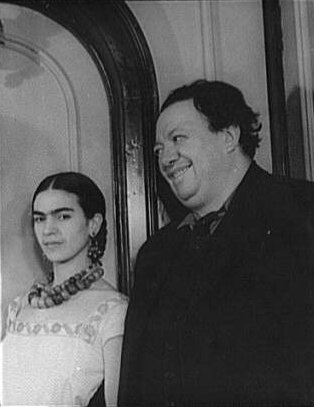
Frida Kahlo en Diego Rivera

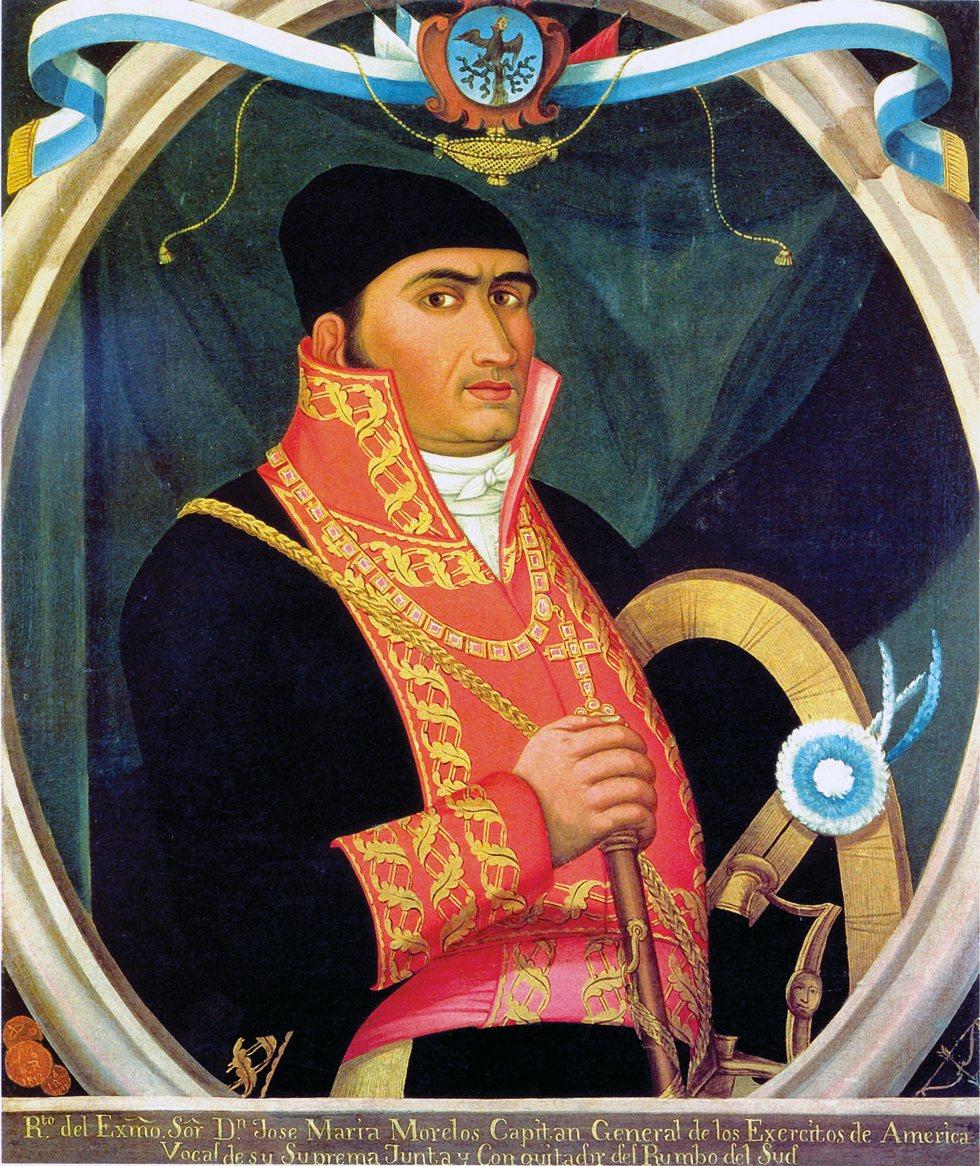
José María Morelos

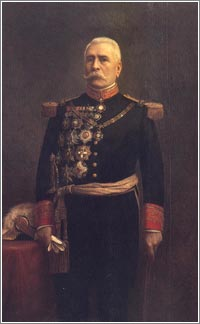
Porfirio Díaz

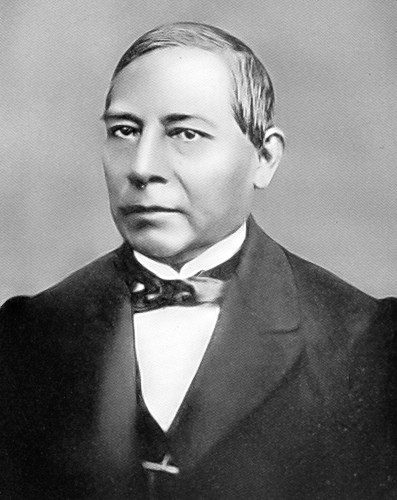
Benito Juárez

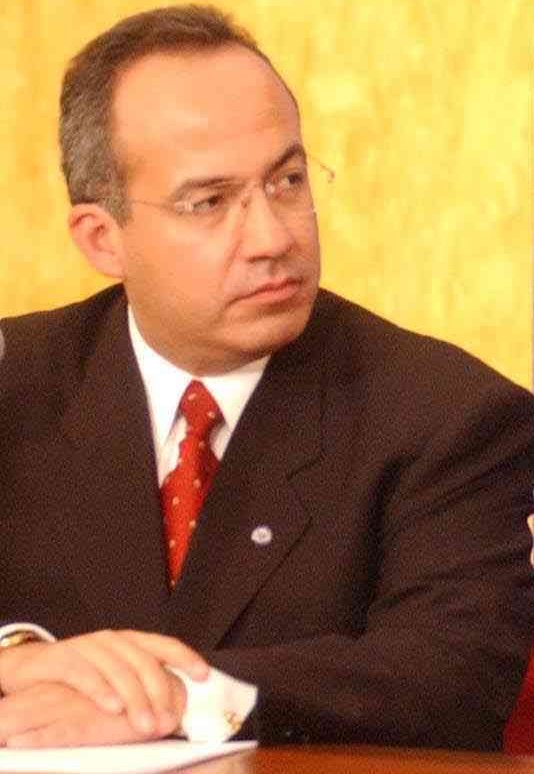
Felipe Calderón

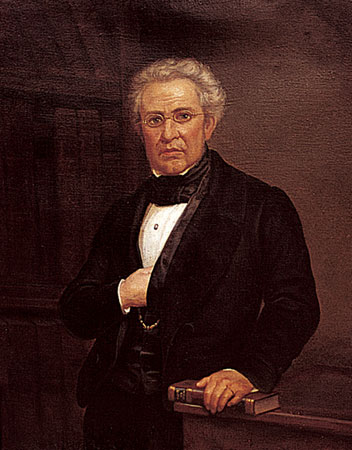
Lucas Alamán

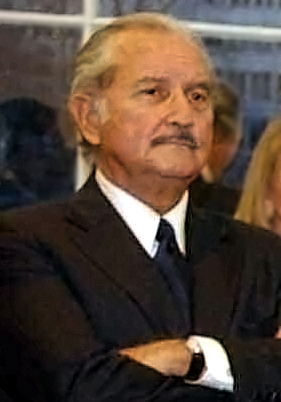
Carlos Fuentes

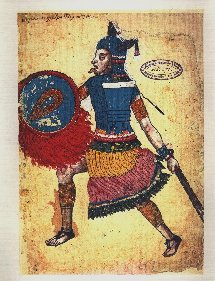
Nezahualcoyotl

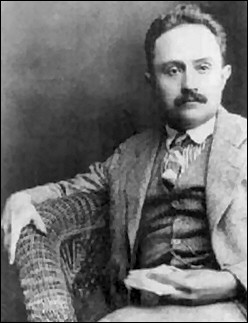
José Vasconcelos

## Criminelen
- Ramón Arellano Félix (1964-2002), drugsbaron
- Rafael Caro Quintero (1954), drugsbaron
- Joaquín "El Chapo" Guzmán (1954), drugsbaron
- Heriberto Lazcano Lazcano (1954), drugsbaron
- Mario Villanueva (1948), politicus en crimineel

## Kunstenaars

### Acteurs
- Cantinflas (1911-1993), komiek
- Gael García Bernal (1978), acteur
- Edith González (1964), actrice
- Salma Hayek (1966), actrice
- Pedro Infante (1917–1957), zanger en acteur
- Jorge Negrete (1911-1953), zanger en acteur
- Anthony Quinn (1905-2001), acteur
- Dolores del Río (1904-1983), actrice
- Robert Rodriguez (1968), acteur

### Architecten
- Luis Barragán (1902-1988), architect
- Juan O'Gorman (1905-1982), schilder en architect
- Max Cetto (1903-1980), architect

### Beeldend kunstenaars
- Dr. Atl (1875-1964), schilder
- Frida Kahlo (1907-1954), schilderes
- José Clemente Orozco (1883-1949), schilder
- José Guadalupe Posada (1851-1913), illustrator
- Diego Rivera (1886-1959), schilder
- David Alfaro Siqueiros (1896-1974), schilder
- Amor Muñoz (1979) multidisciplinair kunstenaar

### Muzikanten en componisten
- Lola Beltrán (1932-1996), zangeres
- Carlos Chávez (1899-1978), componist
- Vicente Fernández (1940), zanger
- José Alfredo Jiménez (1926-1973), zanger
- María de Lourdes Pérez López (1939-1997), zangeres
- Selena Quintanilla (1971-1995), zangeres
- Silvestre Revueltas (1899-1940), componist
- Carlos Santana (1947), gitarist
- Gloria Trevi (1970), zangeres
- Consuelo Velázquez (1924-2005), componiste
- Alejandro Fernández (1971), zanger

### Overig
- Luis Buñuel (1900-1983), regisseur
- Tina Modotti (1896-1942), fotografe en actrice
- Alfonso Cuarón (1961), regisseur

## Militairen
- Ahuitzotl (1486-1502), Azteeks keizer en legeraanvoerder
- Can Ek II (17e eeuw), opstandelingenleider
- Vicente Guerrero (1782-1831), onafhankelijkheidsstrijder en president
- Miguel Hidalgo (1753-1811), onafhankelijkheidsstrijder
- Subcommandante Marcos (1957?), guerrillaleider
- José Maria Morelos (1765-1815), onafhankelijkheidsstrijder
- Niños Héroes (†1847), militairen
- Pancho Villa (1878-1923), revolutionair
- Emiliano Zapata (1879-1919), revolutionair
- Ignacio Zaragoza (1829-1862), generaal

## Politici
- Acht Hert Jaguarklauw (1011-1063), Mixteeks heerser
- Manuel Bartlett (1936), politicus
- Manuel Ávila Camacho (1897-1955), president
- Felipe Calderón (1962), politicus
- Plutarco Elías Calles (1877-1945), president en militair
- Cuauhtémoc Cárdenas (1943), politicus
- Lázaro Cárdenas (1895-1970), president
- Venustiano Carranza (1859-1920), president
- Luis Donaldo Colosio (1948-1994), politicus
- Cuauhtémoc (1502-1525), Azteeks heerser
- Porfirio Díaz (1830-1915), generaal en dictator
- Gustavo Díaz Ordaz (1911-1979), president
- Marcelo Ebrard (1959), burgemeester
- Luis Echeverría (1922), president
- Vicente Fox (1942), president
- Carlos Hank González (1927-2001), burgemeester
- Elba Esther Gordillo (1945), politica en vakbondsleidster
- Victoriano Huerta (1854-1916), generaal en president
- Agustín de Iturbide (1783-1824), militair en keizer
- Benito Juárez (1806-1872), president
- Sebastián Lerdo de Tejada (1823-1893), president
- Antonio López de Santa Anna (1794-1876), generaal en dictator
- Adolfo López Mateos (1909-1969), president
- Andrés Manuel López Obrador (1953), politicus
- José López Portillo (1920-2004), president
- Francisco I. Madero (1873-1913), revolutionair en president
- Miguel de la Madrid (1934-2012), president
- Motecuhzoma II (1466-1520), Azteeks heerser
- Álvaro Obregón (1880-1928), militair en president
- Melchor Ocampo (1814-1861), politicus
- Pacal de Grote (605-683), heerser van Palenque
- Enrique Peña Nieto (1966), politicus
- Alejandro Poiré (1971), minister
- Carlos Salinas (1948), president
- Claudia Sheinbaum (1962), president
- Topiltzin Ce Acatl Quetzalcoatl (10e eeuw), Tolteeks heerser
- Josefina Vázquez Mota (1961), politica
- Guadalupe Victoria (1786-1843), onafhankelijkheidsstrijder en president
- Ernesto Zedillo (1951), president

## Religieuze figuren
- Juan Diego Cuauhtlatoatzin (1474-1538), heilige
- Miguel Pro (1891-1927), zalige
- Norberto Rivera (1942), aartsbisschop
- Samuel Ruiz (1924), bisschop
- Tlacaellel (1397-1487), Azteeks hogepriester

## Schrijvers
- Lucas Alamán (1792-1853), historicus en politicus
- Ignacio Manuel Altamirano (1834-1894), schrijver en politicus
- Gabino Barreda (1820-1881), filosoof
- Jorge Castañeda (1953), schrijver, politicus en diplomaat
- Daniel Cosío Villegas (1898-1976), historicus
- José Joaquín Fernández de Lizardi (1776-1827), satirisch schrijver en publicist
- Carlos Fuentes (1928-2012), schrijver
- Sor Juana Inés de la Cruz (1651-1695), schrijfster en dichteres
- Enrique Krauze (1947), historicus
- Miguel León-Portilla (1926-2019), mexicanist, schrijver en antropoloog
- Valeria Luiselli (1983), schrijver
- Servando Teresa de Mier (1765-1827), geestelijke, filosoof en onafhankelijkheidsstrijder
- Carlos Monsiváis (1938), schrijver en journalist
- José María Luis Mora (1794-1850), politiek theoreticus
- Nezahualcóyotl (1402-1472), dichter, filosoof en koning van Texcoco
- Edmundo O'Gorman (1906-1995), historicus
- Octavio Paz (1914-1994), schrijver en dichter
- Elena Poniatowska (1932), schrijfster en journaliste
- Andrés Quintana Roo(1787-1851), politicus, onafhankelijkheidsstrijder, schrijver en dichter
- Alfonso Reyes (1889-1959), schrijver en dichter
- Juan Rulfo (1917-1986), schrijver
- Justo Sierra Méndez (1848-1912), jurist, historicus en politicus
- José Vasconcelos (1882-1949), schrijver, filosoof en politicus

## Sporters
- Raúl Alcalá (1964), wielrenner
- Marco Antonio Barrera (1974), bokser
- Cuauhtémoc Blanco (1973), voetballer
- Jared Borgetti (1973), voetballer
- Jorge Campos (1966), voetballer
- Ana Guevara (1977), atlete
- Eddie Guerrero (1968-2005), worstelaar
- Ricardo Lopez (1966), bokser
- Rafael Márquez (1979), voetballer
- Erik Morales (1976), bokser
- Hugo Sánchez (1958), voetballer
- El Santo (1917-1984), worstelaar en acteur
- Carlos Torre Repetto (1904-1978), schaker
- Hirving Lozano (1995), voetballer
- Sergio Pérez (1990) F1 coureur

## Wetenschappers
- Mariano Azuela (1873-1952), schrijver en natuurkundige
- Luis E. Miramontes (1925-2004), scheikundige
- Mario J. Molina (1943), scheikundige
- Marcos Moshinsky (1921), natuurkundige
- Rodolfo Neri Vela (1952), astronaut
- Andrés Manuel del Río (1764-1849), scheikundige

## Zakenlieden
- Emilio Azcárraga Jean (1968), zakenman
- Eugenio Garza Sada (1892-1973)
- Alfredo Harp Helú (1944), zakenman
- Ricardo Salinas Pliego (1956), zakenman
- Carlos Slim Helú (1940), zakenman

## Overig
- Enrique Camarena (1948-1985), geheim agent
- La Malinche (1502-1529), minnares van Hernán Cortés
- Ricardo Flores Magón (1874-1922), anarchistisch journalist
- Miguel de Icaza (1972), programmeur
- Vicente Lombardo Toledano (1894-1968), vakbondsleider en politicus
- Fidel Velázquez (1900-1997), vakbondsleider